# Nico's Last Concert: Fata Morgana
Nico's Last Concert: Fata Morgana è un album live postumo che documenta l'esibizione di Nico ad uno show chiamato Fata Morgana - Wüstenklänge im Planetarium, tenutosi il 6 giugno 1988 a Berlino Ovest. L'album fu pubblicato il 22 febbraio 2000.
Come dice il titolo, questo fu l'ultimo concerto di Nico ed il materiale dell'album è l'ultimo che ha scritto. Sei settimane dopo, il 18 luglio, morì a Ibiza in una caduta da una bicicletta.

## Tracce
1. The Sound I – 10:42
2. The Hanging Gardens of Semiramis – 9:17
3. Your Voice – 7:17
4. I Will Be Seven – 6:41
5. Fata Morgana – 6:49
6. All Saints' Night – 6:23
7. The Sound II – 6:17
8. You Forget to Answer – 3:57

## Musicisti
- Nico - voce, organo
- James Young - pianoforte, sintetizzatore (Attenzione: Il link conduce alla biografia di un omonimo morto nel 1948)
- Henry Olsen - chitarra
- Eric Graham Dowdall - batteria, percussioni